# Viviane Andereggen

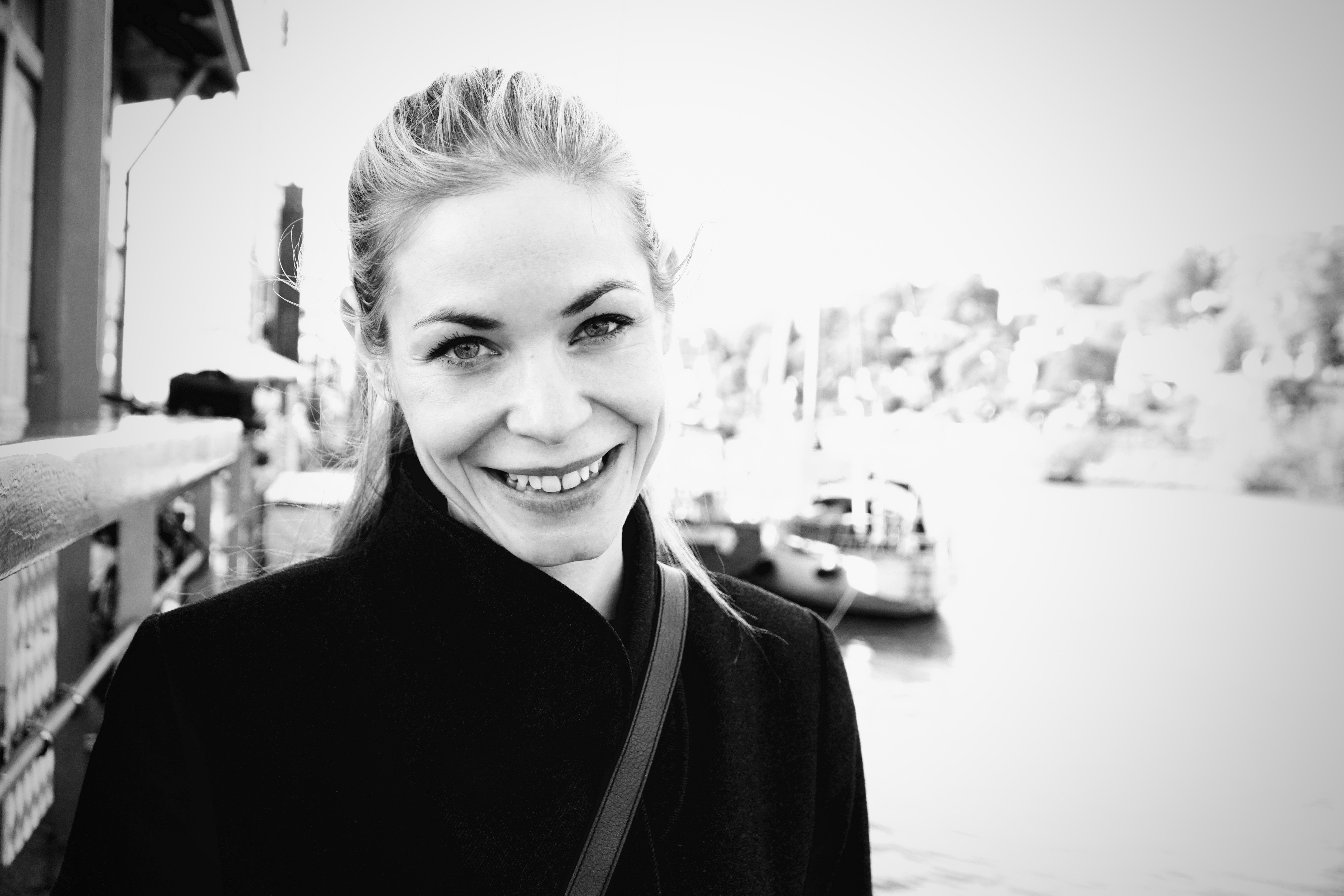
Regisseurin Viviane Andereggen im September 2018

Viviane Andereggen (* 1985 in Zürich) ist eine Schweizer Filmregisseurin.

## Leben
Viviane Andereggen wuchs in Ungarn und der Schweiz auf und studierte von 2007 bis 2010 Postindustrielles Design an der Hochschule für Gestaltung und Kunst in Basel sowie Medienwissenschaft und Ethnologie an der Universität Basel. Neben ihrem Studium arbeitete sie als freie Fotografin und Videokünstlerin an verschiedenen deutschsprachigen Theatern.
Von 2010 bis 2012 studierte sie Film und Filmregie u. a. bei Wim Wenders und Pepe Danquart. Während ihres Regiestudiums an der Hamburg Media School entstanden mehrere Kurzfilme und ihr erster abendfüllender Spielfilm Simon sagt auf Wiedersehen zu seiner Vorhaut. Mit dem Film gewann sie den Deutschen Regiepreis Metropolis.
Für ihren vierten Film Rufmord mit Rosalie Thomass in der Hauptrolle gewann sie im Jahr 2018 den Bernd Burgemeister Fernsehpreis, den Hauptpreis der Jury und den Publikumspreis beim Deutschen FernsehKrimi-Festival sowie den Hamburger Krimipreis. Rosalie Thomass gewann den Günter-Rohrbach-Filmpreis für ihre Hauptrolle in Rufmord.
Die von Viviane Andereggen als Lead Director inszenierte Serie Kleo erhielt zahlreiche renommierte deutsche Filmpreise und wurde im Jahr 2023 für den Critics’ Choice Award in der Kategorie «Best Foreign Language Series» nominiert. Der US-amerikanische Autor Stephen King kommentierte die Serie auf Twitter mit den Worten: "What a breath of fresh air! Suspenseful and also very funny”.
Seit Herbst 2022 ist Andereggen Mitglied der Deutschen Filmakademie. Aktuell lebt sie in Berlin.

## Auszeichnungen
- 2015: Publikumspreis «Bester Kurzfilm» des Studio Hamburg Nachwuchspreises für Schuld um Schuld
- 2015: «Best international short fiction film» beim Monterrey International Film Festival in Mexiko für Schuld um Schuld
- 2015: Weisse Venus in der Kategorie «Beste Hauptrolle» beim Filmfest Badalona Film Festival in Barcelona für Schuld um Schuld
- 2016: Deutscher Regiepreis Metropolis in der Kategorie «Beste Regie Nachwuchs» für Simon sagt auf Wiedersehen zu seiner Vorhaut
- 2018: Bernd Burgemeister Fernsehpreis für Rufmord
- 2019: Nominierung als bester Fernsehfilm und in der Kategorie «Beste Regie» beim Deutschen Fernsehpreis 2019 für Rufmord
- 2019: Nominierung als bester Film im Wettbewerb Fiktion des Grimme-Preises 2019 für Rufmord[4]
- 2019: Hauptpreis der Jury und Publikumspreis beim Deutschen FernsehKrimi-Festival für Rufmord
- 2019: Hamburger Krimipreis für Rufmord[5]
- 2023: Grimme-Preis 2023 für Kleo[6]
- 2023: Nominierung in der Kategorie «Best Foreign Language Series» beim 28th Critics’ Choice Award für Kleo

## Filmografie
- 2012: Gross statt Klein (Kurzfilm)
- 2013: Für Lotte (Kurzfilm)
- 2013: Habib und der Hund (Kurzfilm)
- 2014: Schuld um Schuld (Kurzfilm)
- 2015: Simon sagt auf Wiedersehen zu seiner Vorhaut
- 2015: Hattinger und der Nebel
- 2017: Kein Herz für Inder
- 2018: Rufmord
- 2019: Die drei !!!
- 2020: Tatort: Züri brännt (Fernsehreihe)
- 2021: Tatort: Schoggiläbe
- 2022: Kleo (Netflix-Serie, 1. Staffel mit acht Episoden)
- 2024: Kleo (Netflix-Serie, 2. Staffel mit sechs Episoden)
- 2025: Tatort: Im Wahn (Fernsehreihe)